# ネイション (雑誌)

ロゴマーク

ネイション（The Nation、1865年7月6日創刊）は、政治や文化のニュース、意見、分析を扱うアメリカの進歩的 な雑誌である。アメリカの隔週刊の雑誌で、政治的および文化的なニュース、意見、分析を扱っている。

## 概要
『ネイション』は、520 8th Ave New York, NY 10018 にある同名の所有者である The Nation Company, L.P. によって発行されている。ワシントンD.C.、ロンドン、および南アフリカにニュース局があり、建築、芸術、企業、防衛環境、映画、法務、音楽、平和と軍縮、詩、そして国連を担当する部門がある。発行部数は2006年に187,000部でピークに達したが、2010年までに印刷物は145,000部に減少したが、デジタル購読は 15,000 を超えた。2021年までに、印刷物とデジタルを合わせた合計は96,000になった。
2022年2月23日、Jacobinの創設者Bhaskar Sunkaraを新社長となった。

## 歴史
造園家フレデリック・ロー・オルムステッドを中心とする奴隷廃止論者たちが新しい政治週刊誌の創刊を希望し、1865年に奴隷制がアメリカ合衆国憲法修正第13条で廃止された後、奴隷廃止論者の新聞『リベレーター』が廃刊になったのと時を同じくして設立された。「新聞通り」と呼ばれるマンハッタンのナッソー通り130番地で1865年7月6日で創刊された。
以前から政治週刊誌の創刊を考えていたウィリアム・ロイド・ガリソンが賛同し、『ネイション』の初代編集長に就任した。その後、雑誌はより広範なテーマである『ネイション』へと移行していった。ウィリアムの息子であるウェンデル・フィリップス・ガリソンが文芸局編集者となり、父親の膨大な人脈を自由に使い、大きく貢献した。
出版者はジョセフ・H・リチャーズであり、編集者はアイルランドからの移民で、ロンドン・デイリーニュースやニューヨーク・タイムズの特派員として活躍していたゴドキンである。ゴドキンは、後にある同情的な論客が「広さと熟慮を特徴とする意見機関であり、自らを大義と同一視し、その大義を代表する政党に支持を与えるべき機関である」と評したように確立しようとした。
この雑誌は「創刊趣意書」の中で、「7つの主要目的」を掲げており、その第1は「その日の話題、とりわけ法律、経済、憲法に関する問題を、現在日刊紙に見られるよりも正確かつ節度を持って議論すること」である。そして、「いかなる政党、宗派、団体の機関紙にもならない」こと、むしろ「政治や社会問題の議論に真の批判精神をもたらし、暴力、誇張、誤報といった、今日の政治記事の多くが傷つけられている悪弊に戦いを挑む真剣な努力をする」ことを公約に掲げた。
創刊当初は、ハーバード大学を卒業したばかりで、ポートロイヤル実験に参加したジョン・リチャード・デネットが、戦争で荒廃した地域を視察した時の記録である「The South As It Is」が、雑誌の定番の一つであった。デネットは、南軍の退役軍人、解放奴隷、自由民権局員、道端で出会った一般人などにインタビューした。
政治的な庇護制度から、実力主義に基づく職業的な官僚制度に政府の雇用基盤を移行させるという公務員制度改革が、創刊当初に支持された目的の一つであった。また、南北戦争後の数年間は、国家の経済的安定を取り戻すためには通貨の安定が必要であるとして、健全な国家通貨の再確立に力を注いでいた。さらに、保護関税を撤廃し、自由貿易による消費財の低価格化を提唱したのも『ネイション』である。

## 連載コラム
多くのレギュラーコラムを掲載している。
- "Beneath the Radar" by ゲイリー・ヤング（英語版）
- "Deadline Poet" byカルバン・トライリン（英語版）
- "Diary of a Mad Law Professor" by パトリシア・ウィリアムズ
- "The Liberal Media" by エリック・オルターマン（英語版）
- "Subject to Debate" by カター・ポリット（英語版）
- "Between the Lines" by ライラ・ララミ（英語版）

過去のレギュラーコラム：
- "Look Out" by ナオミ・クライン
- "Sister Citizen" by メリッサ・ハリス＝ペリー（英語版）[9]
- "Beat the Devil" (1984–2012) by アレクサンダー・コックバーン（英語版）
- "Dispatches" (1984–87) by マックス・ホーランド（英語版）、カイ・バード（英語版）[10]
- "Minority Report" (1982–2002) by クリストファー・ヒッチェンズ
- "The Nation cryptic crossword" by フランク・W・ルイス（英語版） from 1947 to 2009, and ジョシュア・コスマン（英語版） and ヘンリ・ピチョット（英語版） from 2011 to 2020, that is now available by subscription[11]